# Radziwiłłów (województwo mazowieckie)
Radziwiłłów – wieś w Polsce położona w województwie mazowieckim, w powiecie żyrardowskim, w gminie Puszcza Mariańska. Ma status sołectwa.
| SIMC    | Nazwa     | Rodzaj    |
| ------- | --------- | --------- |
| 0735003 | Kąty Małe | część wsi |

W latach 1977–1976 w gminie Skierniewice. W latach 1975–1998 miejscowość administracyjnie należała do województwa skierniewickiego.

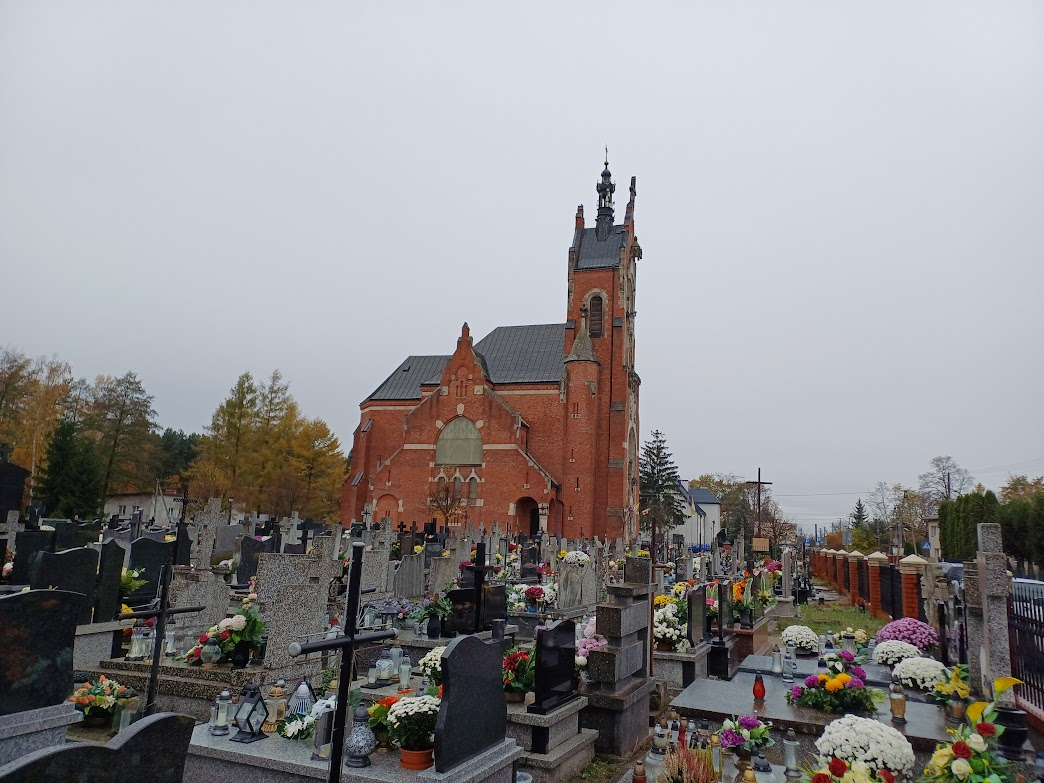
Kościół św. Antoniego z Padwy

We wsi znajduje się dworzec dawnej kolei warszawsko-wiedeńskiej, obecny budynek wzniesiony został w latach 1919–1923 i stylem nawiązuje do architektury dworkowej. W latach 1905–1907 został wybudowany kościół pw. św. Antoniego z Padwy w stylu neogotyckim.
We wsi wytwarzane są makarony radziwiłłowskie wpisane na ministerialną listę produktów tradycyjnych.

## Dojazd
Koleją – ze Skierniewic i Warszawy do stacji Radziwiłłów Mazowiecki, położonej w bezpośrednim sąsiedztwie wsi. Pociągi w obu kierunkach odjeżdżają średnio co godzinę. Podróż do centrum Warszawy zajmuje od 50 do 70 minut.
Samochodem – ze Skierniewic i Warszawy drogą wojewódzką nr 719, należy skręcić w Puszczy Mariańskiej w kierunku Radziwiłłowa Mazowieckiego. Podróż do granic Warszawy zajmuje ok. 50 minut.